# Arnold Freiherr von Vietinghoff-Riesch
Arnold Harry Konrad Oskar Freiherr von Vietinghoff-Riesch (* 14. August 1895 in Neschwitz; † 2. April 1962 in Unna) war ein deutscher Forstwissenschaftler, sächsischer Forstmeister, Ornithologe, Gründer deutscher Vogelschutzwarten und Autor.

## Leben und Wirken
Arnold Freiherr von Vietinghoff-Riesch wurde als zweites von neun Kindern von Arnold Gustav Heinrich (gen. Harry) Freiherr von Vietinghoff-Riesch (1860–1942) und Marion Concordia Isabell Freifrau von Vietinghoff-Riesch, geborene von Funcke (1870–1945), auf Gut Neschwitz in der Oberlausitz geboren. Von 1905 bis 1914 besuchte er zwei Gymnasien in Dresden und legte dort sein humanistisches Abitur ab. Während eines Aufenthalts bei Verwandten in Livland wurde er 1914 vom Ausbruch des Ersten Weltkriegs überrascht, verhaftet und in verschiedenen russischen Lagern interniert. Sein erster Fluchtversuch endete an der rumänischen Grenze, 1917 gelang es ihm dann aber von Astrachan über Moskau zurück nach Riga zu entkommen. Im letzten Kriegsjahr meldete er sich in Deutschland zur militärischen Grundausbildung und kam danach an die Ostfront. Sein 1918 in Leipzig gerade aufgenommenes Studium unterbrach er, um in Livland und in Estland im Freikorps gegen die bolschewistischen Truppen zu kämpfen.
Nach Kriegsende begann Arnold Freiherr von Vietinghoff-Riesch von Neschwitz aus eine Lehre in einem Forstamt. Es folgte das Studium der Forstwissenschaften an der Königlich-Sächsischen Forstakademie in Tharandt und von 1921 an als Schüler Karl Escherichs in München, das er 1923 mit der Promotion zum Dr. oec. publ. über ein entomologisches Thema abschloss: Das Verhalten paläarktischer Vögel gegenüber den wichtigeren forstschädlichen Insekten. Im gleichen Jahr heiratete er auch Editha Freiin von Seherr-Thoß, die als geschiedene von Haugwitz zwei Kinder mit in die Ehe brachte. Das Paar übersiedelte nach Neschwitz, wo Arnold Freiherr von Vietinghoff-Riesch seinen Vater bei der Bewirtschaftung des 2.000 Hektar großen Gutes mit dem zugehörigen Barockschloss unterstützte. Nach der Referendarszeit folgte 1926 die Große Forstliche Staatsprüfung in Dresden. Ein Jahr später zum „Privatforstmeister“ ernannt, wurde er 1928 bei Auflösung des Fideikommisses Mitbesitzer der Herrschaft Neschwitz und 1939 schließlich deren Alleinbesitzer.
Zu dem nördlich von Bautzen in der Oberlausitzer Heide- und Teichlandschaft gelegenen Familienbesitz gehörte neben der Landwirtschaft auch ein gut 1.000 Hektar großer Forstbetrieb. Nachdem Arnold Freiherr von Vietinghoff-Riesch dort eine Bewirtschaftung eingeführt hatte, die auf Kahlschläge verzichtete, galt das Gut bereits in den 1930er Jahren als naturgemäßer Musterbetrieb. Damit wurde von Vietinghoff-Riesch ein Vorreiter der naturgemäßen Waldwirtschaft, eine forstliche Richtung, die er auch während seiner späteren Lehrtätigkeit an den forstlichen Fakultäten in Tharandt und Göttingen vertrat. Im Sommer 1935 empfing er den Besuch von Aldo Leopold, einem wegweisenden amerikanischen Ökologen. Neschwitz blieb auch in der DDR Musterrevier für Vorratswirtschaft und naturgemäße Wirtschaftsweise.
Angeregt durch Gottlob König und vor allem Heinrich von Salisch setzte sich Arnold Freiherr von Vietinghoff-Riesch für Naturschutz und Landschaftspflege als Aufgaben der Forstwirtschaft ein. Dies war auch 1936 Thema einer Arbeit, mit der er sich an der Forstakademie Tharandt habilitierte, wo er seit 1935 als Dozent für die Fächer Forstliche Produktion, Naturschutz, Jagdkunde, Ornithologie und Vogelschutz lehrte. Außerdem gründete der passionierte Falkner und Ornithologe am 13. August 1930 auf seinem Gutsgelände die Vogelschutzwarte Neschwitz als Einrichtung des Landesvereins Sächsischer Heimatschutz, die bis 1970 existierte.
Mit Beginn des Zweiten Weltkriegs trat von Vietinghoff-Riesch in die deutsche Wehrmacht ein. Während seines Kriegsdienstes wirkte er unter anderem 1941 in Russland als Dolmetscher und Ordonnanzoffizier im Generalkommando. 1943 wurde er in Tharandt zum außerplanmäßigen Professor ernannt und hielt dort Vorlesungen über Forstschutz, Jagdkunde, Fischerei, Ornithologie und Naturschutz. Nachdem das neue Schloss (das Barockschloss) in Neschwitz am 20. Mai 1945 abgebrannt und geplündert worden war, folgten Enteignung und Flucht aus der Sowjetischen Besatzungszone in den Westen. Bald danach konvertierte von Vietinghoff-Riesch zum Katholizismus.
Nach kurzer Leitung des Gräflich Schönburgischen Forstamtes in Glauchau und Leitung einer Nisthöhlenfabrik in der Forstverwaltung des Freiherrn von Knigge in Steinkrug am Deister gründete er dort 1947 die „Staatlich anerkannte Vogelschutzwarte Niedersachsen, Forschungsstelle für Natur- und Vogelschutz“. Seit 1946 hielt er an der in Hannoversch Münden ansässigen Forstlichen Fakultät der Universität Göttingen Vorlesungen über Forstschutz, Forstentomologie sowie Ornithologie und vertrat dabei die Lehrstuhlinhaber in Forstgeschichte, Waldbau und in Forstzoologie. Nach der Habilitation 1949 wurde er 1951 selber Lehrbeauftragter für Waldbau und Leiter des Instituts für Forstzoologie. 1956 übernahm er als außerordentlicher Professor den Lehrstuhl für Forstgeschichte, Forstschutz und Naturschutz, kurz darauf erhielt er das persönliche Ordinariat. Darüber hinaus hielt er Vorlesungen über Forstwirtschaft an der Landwirtschaftlichen Fakultät in Göttingen und über Naturschutz für Hörer aller Fakultäten. Von 1960 bis 1961 war er Dekan der Forstlichen Fakultät.
Von Vietinghoff-Rieschs Bedeutung als Hochschullehrer ist vor allem darin zu sehen, dass er den Naturschutz in der forstlichen Ausbildung verankerte und einhergehend damit über Gedanken zur Waldästhetik auch die Landschaftspflege einbrachte. Er war bekannt für seine Nähe zu den Studenten sowie für geist- und humorvolle Vorträge gespickt mit klassischen Zitaten. Aufgrund seiner vielfältigen Interessen für Philosophie, Geschichte und Kunstgeschichte vermittelte er eine einmalige Gesamtschau der Dinge. Er veröffentlichte 240 Beiträge zu den bereits genannten Themen sowie zur Forst- und Jagdgeschichte. Zu seinen Hauptwerken zählen das Sachbuch „Der Oberlausitzer Wald, seine Geschichte und seine Struktur bis 1945“, der Roman „Der tanzende Kranich“ sowie seine Autobiographie „Letzter Herr auf Neschwitz“.
Bei einem schweren Autounfall am 23. März 1962 bei Unna kam seine Frau Editha ums Leben, er selbst starb am 2. April 1962 an den Folgen dieses Unfalls.

## Schriften (Auswahl)

### Wissenschaftliche Schriften
- Das Verhalten paläarktischer Vögel gegenüber den wichtigeren forstschädlichen Insekten, München 1923 (abgedruckt unter diesem Titel in Zeitschrift für angewandte Entomologie 1924, Band 10, Seiten 1–55 und 327–352 doi:10.1111/j.1439-0418.1924.tb01146.x und doi:10.1111/j.1439-0418.1924.tb01530.x)
- Naturschutz – Eine nationalpolitische Kulturaufgabe, Habilitationsschrift, Neudamm 1936.
- Forstliche Landschaftsgestaltung, Berlin 1940.
- Die Rauchschwalbe, Berlin 1955.
- Der Siebenschläfer (Glis glis L.). Monographien der Wildsäugetiere, Band 14, Jena 1960.
- Der Oberlausitzer Wald. Seine Geschichte und seine Struktur bis 1945, Hannover 1961 (Reprint 2004, ISBN 978-3933827463)

### Populärwissenschaftliche Schriften
- zusammen mit Max Pfeiffer: Falken über uns, Berlin 1937 (unveränderter Nachdruck 1998, ISBN 978-3933459008)
- Ein Waldgebiet im Schicksal der Zeiten. Die Oberlausitz, Hannover 1949.

### Romane
- Der tanzende Kranich, Braunschweig, Berlin und Hamburg 1949.

### Autobiographie
- Letzter Herr auf Neschwitz. Ein Junker ohne Reue, Limburg an der Lahn 1958 (unveränderter Nachdruck 2002 in der Reihe Aus dem Deutschen Adelsarchiv, Band 3, ISBN 978-3798006034)

## Zitate
- „Ein System geht nur selten am Ansturm der Gegner, fast immer an seiner eigenen Ratlosigkeit zugrunde.“ – „Letzter Herr auf Neschwitz“